# جبل موسى (المغرب)

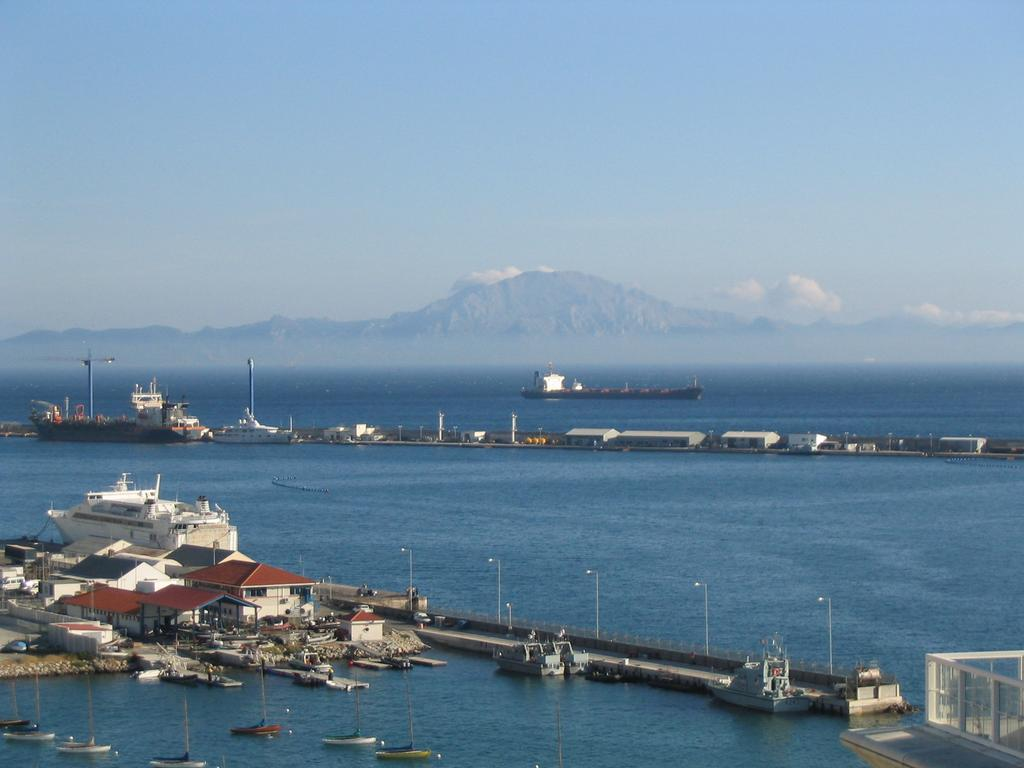
جبل موسى كما يرى من جبل طارق

جبل موسى هو الاسم الذي يطلق على جبل يقع في الجزء الشمالي من المغرب على الجانب الأفريقي لمضيق جبل طارق. مقابلا مع صخرة جبل طارق في الشمال. يعتبر جبل موسى في بعض الأحيان واحدة من أعمدة هرقل (وهذا العنوان هو أيضا ما ادعاه مونت هاشو في مؤلفاته عن الجيب الأسباني في شمال المغرب سبتة، و هي تبعد 2 كيلومترا إلى الشرق من الجبل. علو جبل موسى هو 842 متر (2,790 قدم).